# Retrato de la condesa Catalina von Engelhardt
Retrato de la condesa Catalina von Engelhardt es una pintura al óleo sobre lienzo creada en 1796 por la pintora francesa Élisabeth Vigée Le Brun. Su protagonista, Catalina von Engelhardt, era una noble y dama de honor rusa. El retrato fue realizado en San Petersburgo y actualmente se conserva en el Louvre, en París, que lo adquirió en 1966. Fue expuesta en San Petersburgo en 1905 como parte de la exposición Retratos rusos de los siglos XVIII y XIX.

## Otras versiones
La artista realizó otro retrato anterior de la dama en Nápoles en 1790, también muy conocido y que se exhibe en el Museo Jacquemart-André de París.

## Descripción y análisis
El retrato de medio cuerpo representa a Skavronskaia sonriendo, vestida a la última moda con un vestido neoclásico blanco, acompañado con un amplio chal azul con un ribete floral bordado, en que envuelve los brazos, mientras los apoya en un grueso cojín de terciopelo rojo con borlas doradas. Está representada sobre un fondo negro que contrasta con la cálida luz que parece irradiar de su rostro y su pecho y se refleja en el cojín. Tiene una expresión dulce y gentil y mira directamente al espectador.
Para Marie-Jo Bonnet, este cuadro es una oda a la belleza femenina, a la suavidad y a la tranquilidad; subraya también que la pintura de Vigée Le Brun no era vista por sus contemporáneos como típicamente femenina, sino como una personificación de la gracia tal como se entendía en su tiempo.